# Ва-банк (Родина)
«Ва-банк» (англ. «All In») — одиннадцатый эпизод седьмого сезона американского драматического телесериала «Родина», и 83-й во всём сериале. Премьера состоялась на канале Showtime 22 апреля 2018 года.

## Сюжет
Сенатор Пэйли (Дилан Бейкер) навещает Дара Адала (Ф. Мюррей Абрахам) в тюрьме, прося помочь ему выяснить, что Сол делает в России. Дар смотрит на полётный манифест и быстро понимает, что Сол и Кэрри проводят тайную операцию. Затем Дар даёт ему совет, как выследить целевую группу Сола в штатах, что приводит их к Клинту (Питер Вак). Джанет (Эллен Эдейр) угрожает Клинту судебным иском. Клинт признаётся, что Сол и Кэрри прибыли в Россию, чтобы забрать Симон Мартин (Сандрин Холт), которая на самом деле жива. Джанет призывает Пэйли передать эту информацию российскому послу (Илья Баскин), чтобы сорвать миссию, тем самым положив конец надеждам Кин спасти свою администрацию. Пэйли, который явно испытывает конфликт, ничего не делает, в то время как Джанет сама говорит с послом.
Сол (Мэнди Патинкин) и Кэрри (Клэр Дэйнс) садятся на дипломатическую встречу с представителями СВР и ГРУ. Сол настаивает на присутствии Евгения Громова (Коста Ронин) прежде чем начать беседу — что является предлогом, чтобы заманить Громова подальше от Симон. Когда Громов появляется на встрече, команда во главе с Энсоном (Джеймс Д'Арси) штурмует убежище, где держат Симон, но они попадают в засаду охранников, хорошо подготовившихся к их прибытию, и им приходится отступать. Сол объявляет миссию провальной, но Кэрри полна решимости придумать новый план перед отъездом. Она отмечает разногласия между СВР и ГРУ, которые она заметила, и интересуется, как они могут воспользоваться этим. Сэнди (Кэтрин Кёртин) отмечает, что генерал Якушин (Миша Кузнецов) из СВР скрывает сотни миллионов долларов в банковских счетах США.
Президент Кин (Элизабет Марвел) получает известие о том, что Верховный суд отклонил увольнение четырёх секретарей её Кабинета. Благодаря этому, у Кабинета достаточное количество голосов, чтобы прибегнуть к 25-й поправке. Вице-президент Уорнер (Бо Бриджес) прибывает в Овальный кабинет, чтобы лично освободить ошеломлённую Кин от её обязанностей.
Генерал Якушин, в ярости от того, что его банковские счета опустели, встречается с Солом. Сол говорит ему, что он получит свои деньги в обмен на Симон Мартин. Когда Якушин приближается к Мирову (Мераб Нинидзе), тот начинает лгать ему, отрицая любые знания о Симон. Якушин отвечает тем, что посылает тридцать хорошо вооружённых людей в масках в штаб-квартиру ГРУ, где Симон держат в номере наверху. Происходит хаос и насилие, когда СВР начинает насильственно очищать здание в массовом порядке; Кэрри и Энсон, одетые как солдаты СВР, получают доступ. Кэрри выходит на балкон Симон через выступ из соседнего окна. Симон держит Кэрри под прицелом. Кэрри убеждает Симон пойти с ней, так как Симон теперь является огромной помехой для русских, которые считают её расходным материалом. Евгений видит, как Энсон уводит Симон, и приказывает следовать за машиной, но на самом деле он видел Кэрри в чёрном парике и с шарфом Симон. Симон, надев парик блондинки, благополучно сбегает в другой машине с Беннетом (Ари Флиакос).

## Производство
Режиссёром эпизода стал Алекс Грейвз, а сценарий написали исполнительные продюсеры Патрик Харбинсон и Чип Йоханнссен.

## Реакция

### Реакция критиков
Эпизод получил рейтинг 100% на сайте Rotten Tomatoes на основе пяти отзывов.
Скотт фон Довяк из The A.V. Club оценил эпизод на «A-», ссылаясь на «захватывающий экшен». Ширли Ли из «Entertainment Weekly» дала эпизоду оценку «B+», назвав его «захватывающим», а также назвала его «часом „Родины“, который чувствовался БОЛЬШИМ, с большой Б».

### Рейтинги
Во время оригинального показа, эпизод посмотрели 1.39 миллионов зрителей.